# Ena Rottenberg
Ena Rottenberg, eigentlich Emma Helena Rottenberg (* 9. November 1893 in Oravița (Banat, Königreich Ungarn); † 4. Juni 1952 in Wien), war eine ungarisch-österreichische Kunsthandwerkerin, Entwurfszeichnerin, Keramikerin und Mitglied der Künstlergemeinschaft der Wiener Werkstätte.

## Leben und Werk

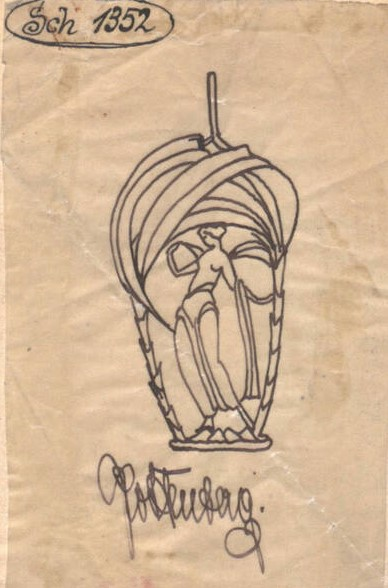
Entwurf für einen Anhänger (vor 1921)

Nach Abschluss der schulischen Ausbildung begann Ena Rottenberg 1916 ein Studium an der Kunstgewerbeschule Wien. Zu ihren Lehrern zählten die Bildhauer Josef Breitner und Anton Hanak sowie der Maler Anton von Kenner. Nach dem Studienabschluss arbeitete sie als freischaffende Malerin und fertigte Entwürfe für Keramiken, Dekore für geschnittene Gläser, Schmuck und Elfenbeinmalereien an, die über die Wiener Werkstätte vertrieben wurden.
Ena Rottenberg arbeitete in den 1920er Jahren neben der Wiener Werkstätte auch mit der Porzellanmanufaktur Augarten, Friedrich Goldscheider, der Wiener Gobelinmanufaktur und vor allem mit der Glasmanufaktur J. & L. Lobmeyr zusammen. Für Lobmeyr entwickelte sie zusammen mit Fa. Carl Drobnik & Söhne farbkräftige, transparente Emailfarben. Bei der Gestaltung der Glasgefäße mit halbtransparenten Email für Lobmeyr arbeitete sie mehrfach mit der Zeichnerin Lotte Fink und der Tochter des Firmeninhabers, Marianne Rath, zusammen. Neben Emaildekoren schuf sie auch Gravuren für große Glasgefäße. Sie wurde 1925 eingeladen, auf der Exposition internationale des arts décoratifs et industriels modernes in Paris Vasen mit Schwarzemaildekor und das Schaustück Welle und Woge, das den Mittelpunkt der Glasabteilung der Ausstellung bilden sollte, zu präsentieren. Für ihre Entwürfe erhielt sie in Paris eine Goldmedaille.
Für das Wiener Kloster der Franziskanerinnen gestaltete sie Mitte der 1920er Jahre vier Kirchenfenster in Hinterglasmalerei. Von 1923 bis 1925 war Ena Rottenberg Schülerin bei Michael Powolny, der sie nachhaltig in ihrem Schaffen prägte. Mitte der 1920er Jahre begann sie mit Arbeiten für die Porzellanmanufaktur Augarten. Ena Rottenberg etablierte sich neben Ida Schwetz-Lehmann, Mathilde Jaksch, Dina Kuhn und Hertha Bucher zu einer der einflussreichsten Designerinnen der Manufaktur. Für Augarten entwarf sie acht Figuren und etwa 125 Dekore für Vasen, Schalen und Becher.
Ihr erfolgreichstes Porzellan-Design stellte sie 1930 vor: Das schlichte Art-déco-Tee- und Kaffeeservice Nr. 20 Ena, das in verschiedenen Dekoren und Varianten bis heute herstellt wird. Besonders erfolgreich wurde die exotisch anmutende Ausformung des Services Orient mit verschiedenen Deckelknäufen in Form von  „Exotenköpfen“, Figuren aus Ländern, in denen Tee und Kaffee angebaut wird.
Im Jahr 1931 nahm sie mit ihren Entwürfen an der Ausstellung der Künstlervereinigung Wiener Frauenkunst teil.
Für die Wiener Gobelinmanufaktur zeichnete sie in den 1930er Jahren Entwürfe für diverse Wandteppiche. Nach dem Zweiten Weltkrieg arbeitete sie wieder für Augarten und fertigte Dekorentwürfe für Kaffeeservices, Vasen und Deckeldosen an. Am 4. Juni 1952 verstarb Ena Rottenberg in Wien.
Ihre Entwürfe und Objekte werden heute in Glas-, Porzellan- und Designmuseen im In- und Ausland gezeigt, u. a. im Museum der Porzellanmanufaktur Augarten, im Passauer Glasmuseum, im Museum für angewandte Kunst Wien, im Grassi Museum und im Metropolitan Museum of Art.

## Werke (Auswahl)
- Vase Der verlorene Sohn, 1928
- Gefäß Welle – Woge, 1925
- Kaffee- und Teeservice  Ena, 1930
- Kaffee- und Teeservice Orient, um 1930
- Figur Badende, 1929/30
- Figur Rauchende, 1930
- Vase Pomona, 1930
- Vase Diana, 1930
- Vase Rosenkavalier und Krinolinendame, 1930
- Vase Frauen mit Fächer und Sonnenschirm, 1930
- Vase Frauen im Garten, 1930
- Vase Frau mit Früchtekorb, 1930
- Vase Frauen am Brunnen, 1930
- Vase Christophorus, um 1930
- Vase mit Darstellungen aus dem Neuen Testament, 1930
- Teller Unter einem Baum sitzende Frau, um 1930
- Teller Knieendes Mädchen mit Fruchtkorb, um 1930
- Ein Sommernachtstraum, Wasserfarben 1934
- Teppichentwurf Orpheus-Allegorie auf die Musik (Mitte 1930er Jahre)
- Vase Falkenjagd, (um 1938)
- Vase Hirschjagd, (um 1938)
- Kaffeeservice und Deckeldosen Bunte Chinesen, 1948